# Лайдзес
Ла́йдзес (Лайдзе; латыш. Laidzes ezers) или Са́рценес (Сацрене; устар. Сарцен; латыш. Sārcenes ezers) — проточное эвтрофное озеро в Лайдзенской волости Талсинского края Латвии. Относится к бассейну реки Грива, впадающей в Рижский залив.
Располагается у села Лайдзе в 6 км к северо-востоку от города Талси, на южной окраине Дундагского поднятия Северо-Курземской возвышенности. Уровень уреза воды находится на высоте 42 м над уровнем моря. Озёрная котловина продолговатой формы. Акватория вытянута в субмеридиональном направлении на 2,7 км, шириной — до 0,7 км. Площадь водной поверхности — 171 га. Средняя глубина составляет 4,4 м, наибольшая — 12,2 м. Берега низкие, ровные. Дно песчаное, по оконечностям отложения ила мощностью до 3 м. Площадь водосборного бассейна — 26,3 км² (по другим данным — 30 км²). Сток зарегулирован.